# Sevelten
Sevelten ist ein Ortsteil der Gemeinde Cappeln im niedersächsischen Landkreis Cloppenburg.
Der Ort liegt westlich des Kernbereichs von Cappeln und südlich von Cloppenburg.
Im Jahr 1989 erhielt der Ort beim Bundeswettbewerb Unser Dorf soll schöner werden eine Auszeichnung in Bronze (siehe Liste der Sieger im Bundeswettbewerb Unser Dorf hat Zukunft).

## Kirche St. Marien
Die katholische Kirche St. Marien ist einer der ältesten Sakralbauten im Oldenburger Münsterland. Die zweijochige Saalkirche aus Granitblöcken stammt aus der Mitte des 12. Jahrhunderts. Ende des 13. Jahrhunderts wurde die ursprünglich flachgedeckte Kirche eingewölbt, dabei wurden die Wände durch Ziegel erhöht. Das Querschiff mit dem Chor stammt aus dem Jahr 1920, der Turm in romantisierenden Formen aus dem Jahr 1965.
Der 1662 gestiftete Altaraufbau aus Sandstein mit Reliefs der Passion stammt aus St.Peter und Paul in Cappeln (Oldenburg) und wurde von Bernd Meiering aus Rheine geschaffen. Ein gemalter Flügelaltar entstand um 1600, der ehemalige Hochaltar in Rokokoformen um 1780–1790 (Nordquerhaus).
Im Jahr 2003 kam der alte Beichtstuhl von 1694, der älteste des Oldenburger Münsterlandes und ursprünglich ebenfalls für Cappeln angefertigt, wieder ans Tageslicht.